# Yogurt - Fermenti attivi
Yogurt - Fermenti attivi, conosciuto anche più semplicemente come Yogurt, è stato un programma televisivo italiano andato in onda il giovedì in seconda serata su Italia 1 dal 21 aprile al 9 giugno 1994, con la conduzione di Sonia Grey, per otto puntate.

## La trasmissione
La trasmissione, voluta da Gigi Reggi con la collaborazione del direttore di Italia 1 di quel periodo Carlo Vetrugno, era di genere comico e satirico, aveva come filo conduttore di ciascuna puntata l'avvio della cosiddetta Seconda Repubblica; i comici che componevano il cast della trasmissione, infatti, realizzavano degli sketch aventi come vittime e protagonisti i personaggi del mondo dello spettacolo e della politica, come Maurizio Mosca, Claudio Cecchetto, i ragazzi della serie televisiva Beverly Hills 90210, Patrizia Rossetti, Alessandra Casella, Maurizio Marinoni, Morgana Giovannetti, Valeria Marini, Pippo Baudo, Anna Oxa, Ambra Angiolini e la Squadra Italia. Tra i momenti fissi, la telenovelas Miladros, parodia di Milagros che ironizzava sul recente scandalo tangentopoli.
I momenti venivano collegati tra loro dalla conduttrice dello spettacolo, Sonia Grey, che interpretava il ruolo di una vamp proponendo alcune coreografie.
Tra i comici che facevano parte del cast spiccavano i Fichi d'India, all'epoca esordienti, Alessandra Sarno, Lucio Gardin, Riccardo Cassini, Graziano Salvadori, Martino Clericetti, Giovanni Zola, Piermaria Cecchini, Davide Rota, Pino Campagna, Paola Vedani e Alessandro Meazza. Erano anche presenti due "strip men", che affiancarono la Grey in alcuni momenti di trasmissione.

## Successo e critiche
La trasmissione sarebbe dovuta cominciare il 20 gennaio 1994 come anticipato da un forte battage pubblicitario, ma fu posticipata di alcuni mesi per rispettare la regolamentazione televisiva in tema elettorale. Al momento del debutto, il programma non ottenne particolari riscontri in termini di ascolti, e anche la critica televisiva bocciò la trasmissione, ritenendola poco originale e considerando insufficiente la vena comica della conduttrice.